# Waisenegg
Waisenegg là một đô thị thuộc huyện Weiz thuộc bang Steiermark, nước Áo. Đô thị Waisenegg có diện tích 26,04 km², dân số thời điểm cuối năm 2005 là 1137 người.